# Мікотоксини
Мікотоксини (від грецького μύκης (mykes, mukos) «гриб» та τοξικόν (toxikon) «отрута») — вторинні метаболіти, що виробляються організмами царства гриби. Зазвичай під терміном мікотоксини мають на увазі токсичні сполуки, що виробляються грибами, які уражують сільськогосподарські культури, зокрема збіжжя. Один вид грибів може виробляти кілька мікотокснинів, так само як і кілька видів можуть виробляти той самий мікотоксин.

## Утворення
Причини утворення мікотоксинів грибами досі не є до кінця зрозумілими — вони не є необхідним для росту чи розвитку грибів. Оскільки мікотоксини зазвичай послаблюють уражений організм або стримують розвиток конкуруючих організмів, припускається, що гриби можуть використовувати мікотоксини для покращення умов своєї життєдіяльності. Виробництво мікотоксинів грибами залежить від внутрішніх та зовнішніх умов середовища існування грибів, а самим мікотоксинам властива висока різноманітність рівня токсичності, в залежності від інфікованого виду, його сприйнятності до токсину, механізмів захисту і таке інше.

## Основні групи
Афлатоксини — мікотоксини, що виробляються грибами роду Aspergillus, такими як A. flavus та A. parasiticus. Загальний термін афлатоксин може означати один з чотирьох різних типів токсинів: B1, B2, G1 та G2. Афлатоксин B1, є найбільш токсичним, а також є потенційним канцерогеном — цей токсин пов'язують з раком печінки у багатьох видів тварин. Афлатоксини переважно пов'язують з товарами, які виробляються в тропіках та субтропіках такими як бавовна, арахіс, спеції, фісташки, та кукурудза.
Охратоксин це мікотоксин, що виробляються грибами родів Penicillium та Aspergillus. Відомо три сполуки орхатоксинів: A, B і C. Всі сполуки мало відрізняються одна від одної: орхатоксин B (OTB) це фактично орхатоксин A (OTA) позбавлений атому хлору; а орхатоксин C (OTC) є етиловим ефіром орхатоксину A. Aspergillus ochraceus здатний вражати широкий спектр продуктів, включаючи напої такі як пиво та вино. Aspergillus carbonarius є основним видом, що спричиняє контамінацію фруктових вин, вивільнення токсинів грибом відбувається на стадії виробництва соку. OTA вважається канцерогеном та нефротоксином, та пов'язується з розвитком у людей пухлин сечової системи.
Цитринін було вперше ізольовано з грибів Penicillium citrinum, і пізніше було ідентифіковано в більш ніж десяти видах роду Penicillium та кількох видах роду Aspergillus. Деякі з цих видів використовувалися для виробництва продуктів харчування людей таких як сир (Penicillium camemberti), саке, місо, та соєвого соусу (Aspergillus oryzae). Цитринін пв'язують з хворобою жовтого рису в Японії а на піддослідних тварин сполука має нефротоксичну дію. Попри те, що цитринін може знаходитись в багатьох продуктах які вживають люди (пшениця, рис, кукурудза, ячмінь, овес, жито) вплив сполуки на здоров'я людини залишається остаточно не відомим.
Алкалоїди ріжків суміш токсичних сполук що містяться в склероціях різних видів грибів роду Claviceps (таких наприклад як Ріжки пурпурові), які є поширеним паразитом багатьох видів злаків та збіжжя. Вживання алкалоїдів з їжею спричиняє ерготизм. Сучасні методи очищення зерна суттєво знизили частоту ерготизму у людей, проте ця хвороба досі залишається досить великою ветеринарною проблемою. Алкалоїди ріжків використовуються також з фармацевтичною метою.
Патулін виробляється грибом P. expansum, а також іншими грибами родів Aspergillus, Penicillium, and Paecilomyces. P. expansum пов'язується з цілим рядом цвілі фруктів та овочів, зокрема з гниллю яблук та плодів інжиру. Гриб знищується під час процесу бродіння тому його немає у яблучних напоях, наприклад в сидрі. Попри відсутність підозр в канцерогенності, існують повідомлення, що патулін, здатний спричиняти ушкодження  імунної системи у піддослідних тварин. В 2004 році ЄС встановила наступні граничні межі вмісту патуліну в харчових продуктах: 50 мкг/кг концентратів фруктових соків, 25 мкг/кг твердих продуктів з яблук призначених для безпосереднього вживання, та 10 мкг/кг продуктів з яблук для дітей, включно з яблучним соком.

## Поширення
Попри те що багато видів грибів продукують токсини, або отруйні речовини, термін мікотоксин застосовується переважно до отруйних метаболітів мікроскопічних грибів . Така практика не виключає застосування терміна щодо токсинів які виробляються макроміцетами, такими наприклад як Amanita phalloides.
Крім того чисто технічно до мікотоксинів також належать продуковані грибами антибіотики, хоча, зазвичай, ці сполуки не мають на увазі при вживанні терміна мікотоксини. 
Переважна більшість інформації у цьому розділі стосується мікотоксинів у традиційному розумінні терміна.

### В будівлях
Деякі види плісняви, що можуть розвиватися в середині будівель, здатні виробляти мікотоксини. Серед них: Alternaria, Aspergillus, Penicillium та Stachybotrys. Stachybotrys chartarum у порівнянні до інших видів плісняви, що розвиваються в будівлях, містить найбільшу кількість мікотоксинів, які пов'язують з алергіями та респіраторними запаленнями. Ураження будівель, в яких використано гіпсокартонні листи S. chartarum є досить розповсюдженою проблемою. Найчастіше S. chartarum розвивається на целюлозній основі гіпсокартонних плит, що піддаються надмірному впливу вологи. Негативні наслідки мікотоксинів на здоров'я залежать від концентрації, часу впливу та чутливості організму людини до конкретного токсину. Можливі концентрації мікотоксинів у сучасному житлі, офісах, школах та інших громадських будівлях, за умов дотримання норм будівництва та експлуатації таких будівель, є надто малими, щоб стати причиною будь-якої шкоди.

### У їжі
МІкотоксини можуть потрапити до ланцюга живлення людини внаслідок ураження збіжжя грибами, не залежно від призначення збіжжя: чи то для безпосереднього вживання людьми чи то для годівлі худоби. 
Крім збіжжя джерелом мікотоксинів у їжі людини можуть виступпати також спеції, які теж піддаються ураженню грибами, що продукують мікотоксини. Найчастіше ураженими виявляються червоний перець, чорний перець, та сушений імбир.

### В тваринних кормах
В північній Америці випадки зараження собачого корму афлатоксином ставалися в кінці 2005 та на початку 2006, і повторно наприкінці 2011.
Вміст мікотоксинів у заготованих кормах худоби, зокрема у силосі може стати як причиною зменшення продуктивності тваринництва так і причиною смерті худоби. Деякі мікотоксини спричиняють зменшення надоїв у молочної худоби.

## Вплив на здоров'я
Мікотоксини можуть мати різний вплив на здоров'я тварин та людей — від відомих хвороб та пригнічення деяких функцій організму до смерті. Крім того мікотоксини можуть виступати сильними подразниками та алергенами.  Деякі мікотоксини є шкідливими для інших мікроорганізмів — пеніцилін є гарним прикладом. Висловлювались припущення, що мікотоксини, що можуть міститися у заготовлених тваринних кормах, є причиною рідкісної фенотипної зміни статі у курей в результаті якої кури мають вигляд та поведінку півнів.
Стан, що виникає в результаті впливу мікотоксинів чи отруєння ними, як правило називається мікотоксикозом. Симптоми мікотоксикозу залежать від типу мікотоксину, його концентрації, часу дії а також від віку, статі та загального стану здоров'я особи що зазнала впливу мікотоксину.
Мікотоксикози — захворювання тварин з тяжким перебігом, що виникають при годівлі кормами, ураженими токсичними грибками.
До цією групи захворювань відносять: ерготизм, клавіцепстоксикоз, аспергілотоксикоз, стахіботріотоксикоз, фузаріотоксикоз, дендродіхіотоксикоз, фальціальну екзему овець та ін.

## Список статей про мікотоксини в українській вікіпедії
Афлатоксини
Іботенова кислота
Мускарин
Ореланін
Трихотецени